# Dimetoximetanfetamina
3,4-Dimetoxi-N-metilanfetamina (DMMA) é uma droga psicoativa e fármaco utilizado em pesquisas que faz parte das classes químicas das fenetilaminas e anfetaminas. Parece agir como um agente de liberação de serotonina-noradrenalina-dopamina (SNDRA), mas é significativamente menos potente que a 3,4-metilenodioximetanfetamina (MDMA).